# Doña Fustes

En el escudo del cantón de Escazú, se ve la silueta de una bruja volando en escoba.

Doña Fustes, también conocida como Ña Fustes, es un legendaria bruja escazuceña, perteneciente al folclor de Costa Rica. La leyenda de la bruja doña Fustes cuenta que ella lanzaba maleficios sobre la gente, clavando alfileres en el corazón de un gallo colocado sobre sus retratos, similar a algunos rituales vudú, de modo que la víctima iba enfermando poco a poco hasta morir, sin que valieran rezos o médicos. Por esta causa, los viejos campesinos escazuceños recomendaban no regalar retratos a nadie.
La figura de Doña Fustes es parte de la tradición folclórica escazuceña acerca de la existencia de brujas y curanderas en ese cantón de Costa Rica desde tiempos anteriores a la Conquista española. Por esta razón, desde la época colonial, Escazú ha sido llamada la «Ciudad de las Brujas».